# 沙河口神社
沙河口神社（さがこうじんじゃ）は、1914年10月17日に日本の租借地であった関東州の大連市霞町191番地の場所に建てられた神社である。
一緒に大連神社で「西部大連の守護聖人」として知られている沙河口神社は、大連の二つの主要な神社として同定されている。
沙河口神社の末社は稲荷神社と恵比寿神社がある。